# Jardim (Mato Grosso do Sul)
Jardim is een gemeente in de Braziliaanse deelstaat Mato Grosso do Sul. De gemeente telt 24.484 inwoners (schatting 2011).